# Leichtathletik-Weltmeisterschaften 2013/Teilnehmer (Südafrika)
| Goldmedaillen | Silbermedaillen | Bronzemedaillen |
| ------------- | --------------- | --------------- |
| —             | —               | 1               |

Der Leichtathletik-Verband Südafrikas stellte fünf Teilnehmerinnen und 25 Teilnehmer bei den Leichtathletik-Weltmeisterschaften 2013 in der russischen Hauptstadt Moskau.

## Ergebnisse

### Männer

#### Laufdisziplinen
| Anaso Jobodwana     | 100 m        | 10,17 s      | 16  | 10,17 s            | 16                 | nicht qualifiziert | nicht qualifiziert |     |     |
| Akani Simbine       | 100 m        | 10,38 s      | 37  | nicht qualifiziert | nicht qualifiziert | nicht qualifiziert | nicht qualifiziert |     |     |
| Anaso Jobodwana     | 200 m        | 20,17 s      | 1   | 20,13 s PB         | 5                  | 20,14 s            | 6                  |     |     |
| Wayde van Niekerk   | 400 m        | 46,37 s      | 26  | nicht qualifiziert | nicht qualifiziert | nicht qualifiziert | nicht qualifiziert |     |     |
| André Olivier       | 800 m        | DNS          | DNS | –––                | –––                | –––                | –––                |     |     |
| Johan Cronje        | 1500 m       | 3:39,95 min  | 22  | 3:43,71 min PB     | 16                 | 3:36,83 min        | Bronze             |     |     |
| Elroy Gelant        | 5000 m       | 13:25,07 min | 17  |                    |                    | 13:43,48 min       | 12                 |     |     |
| Stephen Mokoka      | 10.000 m     |              |     |                    |                    | 28:11,61 min       | 20                 |     |     |
| Sibusiso Nzima      | Marathon     |              |     |                    |                    | 2:26:32 h          | 43                 |     |     |
| Hendrick Ramaala    | Marathon     |              |     |                    |                    | 2:30:23 h          | 47                 |     |     |
| Cornel Frederics    | 400 m Hürden | 49,66 s      | 12  | 48,85 s            | 9                  | nicht qualifiziert | nicht qualifiziert |     |     |
| Louis Jacob van Zyl | 400 m Hürden | 50,05 s      | 25  | nicht qualifiziert | nicht qualifiziert | nicht qualifiziert | nicht qualifiziert |     |     |
| PC Beneke           | 400 m Hürden | 51,14 s      | 31  | nicht qualifiziert | nicht qualifiziert | nicht qualifiziert | nicht qualifiziert |     |     |
| Lebogang Shange     | 20 km Gehen  |              |     |                    |                    | DNF                | DNF                | DNF | DNF |
| Marc Mundell        | 50 km Gehen  |              |     |                    |                    | 3:57:55 h SB       | 31                 |     |     |

#### Sprung/Wurf
| Athlet                 | Disziplin   | Qualifikation | Qualifikation | Finale             | Finale             |
| Athlet                 | Disziplin   | Weite         | Platz         | Weite              | Platz              |
| ---------------------- | ----------- | ------------- | ------------- | ------------------ | ------------------ |
| Godfrey Khotso Mokoena | Weitsprung  | 8,16 m        | 2             | 8,10 m             | 7                  |
| Zarck Visser           | Weitsprung  | 7,79 m        | 17            | nicht qualifiziert | nicht qualifiziert |
| Orazio Cremona         | Kugelstoßen | 19,42 m       | 15            | nicht qualifiziert | nicht qualifiziert |
| Victor Hogan           | Diskuswurf  | 62,45 m       | 12            | 64,35 m            | 5                  |
| John Robert Oosthuizen | Speerwurf   | 71,42 m       | 31            | nicht qualifiziert | nicht qualifiziert |
| Chris Harmse           | Hammerwurf  | 71,42 m       | 24            | nicht qualifiziert | nicht qualifiziert |

#### Zehnkampf
| Athlet          | Disziplin | 100 m   | Weit- sprung | Kugel- stoßen | Hoch- sprung | 400 m   | 110 m Hürden | Diskus- wurf | Stabhoch- sprung | Speer- wurf | 1500 m      | Punkte  | Platz |
| --------------- | --------- | ------- | ------------ | ------------- | ------------ | ------- | ------------ | ------------ | ---------------- | ----------- | ----------- | ------- | ----- |
| Willem Coertzen | Ergebnis  | 10,95 s | 7,44 m       | 13,88 m       | 2,05 m       | 48,32 s | 14,30 s      | 43,25 m      | 4,50 m           | 4,50 m      | 4:24,60 min | 8343 AR | 9     |
| Willem Coertzen | Punkte    | 872     | 920          | 721           | 850          | 894     | 936          | 731          | 760              | 879         | 780         | 8343 AR | 9     |

### Frauen

#### Laufdisziplinen
| Athletin          | Disziplin    | Vorlauf | Vorlauf | Halbfinale         | Halbfinale         | Finale             | Finale             |
| Athletin          | Disziplin    | Zeit    | Platz   | Zeit               | Platz              | Zeit               | Platz              |
| ----------------- | ------------ | ------- | ------- | ------------------ | ------------------ | ------------------ | ------------------ |
| Justine Palframan | 200 m        | 23,64 s | 35      | nicht qualifiziert | nicht qualifiziert | nicht qualifiziert | nicht qualifiziert |
| Tanith Maxwell    | Marathon     |         |         |                    |                    | 2:56:37 h SB       | 42                 |
| Anneri Ebersohn   | 400 m Hürden | 57,90 s | 25      | nicht qualifiziert | nicht qualifiziert | nicht qualifiziert | nicht qualifiziert |

#### Sprung/Wurf
| Athletin         | Disziplin  | Qualifikation | Qualifikation | Finale             | Finale             |
| Athletin         | Disziplin  | Weite         | Platz         | Weite              | Platz              |
| ---------------- | ---------- | ------------- | ------------- | ------------------ | ------------------ |
| Lynique Prinsloo | Weitsprung | 6,17 m        | 27            | nicht qualifiziert | nicht qualifiziert |
| Sunette Viljoen  | Speerwurf  | 64,51 m       | 3             | 63,58 m            | 6                  |